# سعدان ليلي أزارا
سعدان ليلي أزارا ؛ سعدان أزارا الليلي (الأسم العلمي: Aotus azarae)، المعروف أيضًا باسم سعدان ليلي جنوبي، هو نوع من أنواع سعادين الليلية من أمريكا الجنوبية. يوجد في الأرجنتين وبوليفيا والبرازيل وبيرو وباراغواي. هذا النوع يُعتبر أحادي الزواج، حيث يوفر الذكور وقتاً كبير للرعاية الأبوية للصغار. سمي هذا النوع على اسم عالم الطبيعة الإسباني فيليكس دي أزارا. وعلى الرغم من كون هذه القرود ليلية في المقام الأول، إلا أنها فريدة من بين أنواع قرود الليل في نشاطها حيث تنشط في الليل والنهار معاً. يتم تصنيف هذه الأنواع على أنها غير مهددة في القائمة الحمراء للاتحاد الدولي لصون الطبيعة.

## التصنيف
هناك ثلاثة سلالات من سعدان أزارا الليلية.
- أوتوس أزاري أزاري،Aotus azarae azarae
- سعدان ليلي بوليفي،Aotus azarae boliviensis
- سعدان ليلي سنوري، Aotus azarae infulatus

## الخصائص البدنية

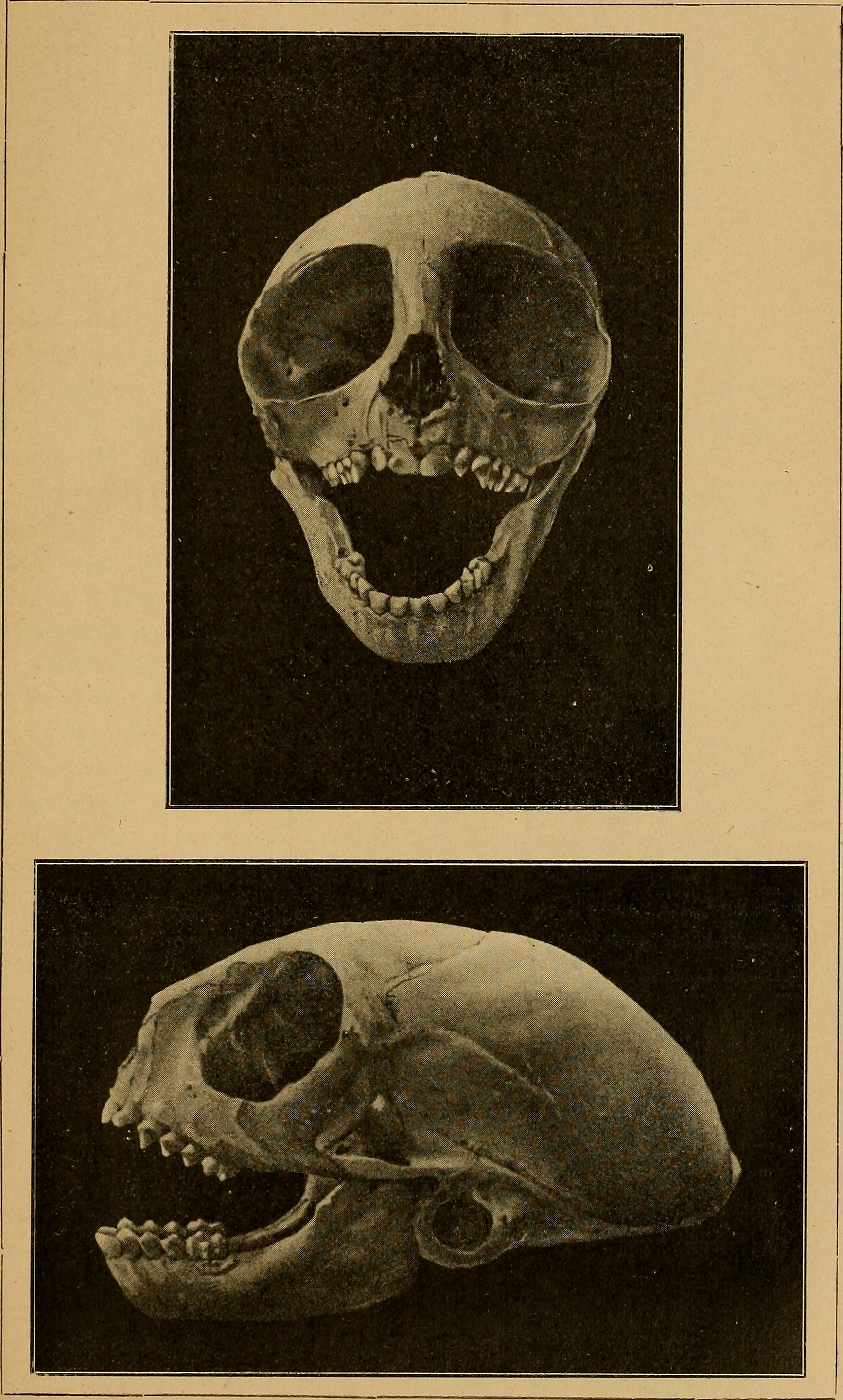
جمجمة سعدان ليلي أزارا.

نظرًا لصغر حجم جسم والوزن، تم تقدير قياسات سعدان أزارا الليلية في لعدد من العينات البرية. يبلغ متوسط طول الرأس والجسم للإناث 341 ملم (13.4 بوصة) بينما يبلغ الذكور 346 ملم (13.6 بوصة). متوسط الوزن هو 1,254 جم (2.765 رطل) للذكور 1,246 غرام (2.747 رطل) للإناث. و1،180 جم (2.60 رطل) للذكور البوليفية، و1,230 جم (2.71 رطل) للإناث البوليفية. فترة الحمل حوالي 133 يوم. عمر سعدان أزارا الليلي غير معروف، لكن يُعتقد أن فترة حياة الأسرة لأعضاء جنس أوتوس تبلغ 20 عامًا.

## السلوك والبيئة
سعدان أزارا الليلي هو نوع من قرود جنس الأوتوس ذو الزواج الأحادي، يبقى الذكر حاضراً لزيادة مستوى النسل وتوفير الغذاء. يبقى النسل ضمن الأسرة فقط حتى عمر سنتين إلى ثلاث سنوات ثم تنتشر المجموعة لتبدأ كل عائلة بتكوين مجموعة خاصة بها. هناك القليل جدا من ازدواج الشكل الجنسي في هذا النوع.
يعتبر سعدان أزارا الليلي في المقام الأول آكل للفواكه بشكل أساسي، ولكنه يتناول أيضًا أشياء مثل الأوراق والزهور والحشرات الصغيرة. واحدة من المزايا الرئيسية لكونه حيوان ليلي هو أن هناك انخفاض كبير في المنافسة مع الحيوانات النهارية.
سعدان الليل أزارا يقضي حياته في الأشجار ويصبح أكثر نشاطًا عندما يكون القمر أكثر إشراقًا، ويميل إلى الحفاظ على مساراته المعروفة. ومع ذلك، بشكل فريد بين القرود الليلية، ينشط هذا القرد الليلي في غران تشاكو ليلًا ونهارًا. يمكن العثور على سعدان أزارا الليلي نائمًا في مجموعات من 2 إلى 5 آخرين على الأشجار. يبلغ متوسط حجم المجموعة حوالي 3 قرود، تتكون من زوج بالغ وذرية. تقفز من شجرة إلى أخرى ولكنها تتحرك أيضًا أربع مرات في جميع أنحاء الغابة.

## الموئل والتوزيع
تم العثور على سعدان ليلي أزارا في شمال الأرجنتين وبوليفيا ووسط البرازيل وباراغواي وجنوب شرق بيرو البعيدة. ويشمل نطاقها الأمازون الجنوبية، والتي تتراوح بين المزيد من الموائل المفتوحة مثل غران تشاكو. تم تسجيل آخر ارتفاع يصل إلى 1,250 متر (4,100 قدم)في سفوح جبال الأنديز.

## الحماية
سعدان ليلي أزارا واسع الانتشار ويعتقد أنه شائع إلى حد ما. كان موجودا في العديد من المحميات. لا يعتبر هذا النوع مهددًا، لكنه ينخفض محليًا بسبب فقدان الموائل.

## روابط خارجية
- أوتوس أزاري نسخة محفوظة 27 يناير 2020 على موقع واي باك مشين.  نسخة محفوظة 27 يناير 2020 على موقع واي باك مشين. معلومات في ThePrimata.
- Aotus : تاريخ البومة القرد الطبيعي في MD أندرسون.